# 오수 (불교)
5수(五受)는 느낌 · 지각 · 정서의 마음작용인 수(受) 또는 수온(受蘊)을 5가지로 세분한 고수(苦受, 괴로움) · 낙수(樂受, 즐거움) · 우수(憂受, 슬픔) · 희수(喜受, 기쁨) · 사수(捨受, 무덤덤함, 평온)를 말한다. 줄여서 낙(樂) · 고(苦) · 희(喜) · 우(憂) · 사(捨)라고도 한다. 5수는 '증상력 즉 뛰어난 작용력을 가진 5수'라는 뜻에서 5수근(五受根)이라고도 하며, 5수의 각각을 낙근(樂根) · 고근(苦根) · 희근(喜根) · 우근(憂根) · 사근(捨根)이라고 한다.
《아비달마구사론》 제3권에 따르면
열(悅)은 신열(身悅) 즉 육체적 즐거움 또는 기쁨이건 혹은 심열(心悅) 즉 정신적 즐거움 또는 기쁨이건 즐거움 또는 기쁨을 통칭하며, 섭익(攝益) 즉 섭수(攝受: 받아들임, 충족됨)와 장익(長益: 이익을 증대시킴)의 뜻을 가진다. 이의 반대로, 불열(不悅)은 육체적 손상시킴[損]과 괴롭힘[惱]의 느낌이건 정신적 손상시킴[損]과 괴롭힘[損]의 느낌 또는 비난[損]과 성냄[惱]의 느낌이건 손상시킴과 괴롭힘의 느낌, 즉 손뇌(損惱: 손상시키고 괴롬힘, 비난하고 성냄)의 느낌을 통칭한다. 즉, 불열은 손뇌의 뜻을 가진다.

## 5수

### 고수
고수(苦受) · 고근(苦根) · 고(苦) 또는 괴로움은 불열(不悅)의 신수(身受), 즉 육체적 괴로움의 느낌이다. 달리 말하자면, 신수로서 손뇌(損惱: 손해를 입히고 괴롬힘, 비난하고 성냄)의 느낌 · 지각 · 정서이다.

### 낙수
낙수(樂受) · 낙(樂) · 낙근(樂根) 또는 즐거움은 열(悅)의 신수(身受), 즉 육체적 즐거움의 느낌이다. 달리 말하자면, 신수로서 섭익(攝益: 섭수와 장익, 충족되고 이익됨)의 느낌 · 지각 · 정서이다. 또한 제3정려의 열(悅)의 심수(心受)도 낙수 · 낙근 · 낙 또는 즐거움이라고 한다.

### 우수
우수(憂受) · 우근(憂根) · 우(憂) 또는 근심 또는 슬픔은 불열(不悅)의 심수(心受), 즉 정신적 괴로움의 느낌이다. 달리 말하자면, 심수로서 손뇌(損惱: 손해를 입히고 괴롬힘, 비난하고 성냄)의 느낌 · 지각 · 정서이다.

### 희수
희수(喜受) · 희근(喜根) · 희(喜) 또는 기쁨은 열(悅)의 심수(心受), 즉 정신적 즐거움의 느낌이다. 달리 말하자면, 심수로서 섭익(攝益: 섭수와 장익, 충족되고 이익됨)의 느낌 · 지각 · 정서이다. 구체적으로 말하면, 제3정려 아래의 3가지 지(地), 즉 욕계 · 초정려 · 제2정려의 열(悅)의 심수(心受)를 희수 · 희근 · 희 또는 기쁨이라고 한다.

### 사수
사수(捨受) · 사근(捨根) · 사(捨) 또는 즐겁지도 괴롭지도 않음 혹은 기쁘지도 근심스럽지도 않음은 열(悅)도 불열(不悅)도 아닌 신수와 심수를 통칭한다. 즉, 즐겁지도 괴롭지도 않은 육체적 느낌과 기쁘지도 근심스럽지도 않은 정신적 느낌을 통칭한다. 달리 말하자면, 신수 또는 심수로서 섭익(攝益: 섭수와 장익)도 손뇌(損惱: 손상시키고 괴롬힘)도 아닌 느낌 · 지각 · 정서이다.

## 마음의 5수 분별
상좌부의 아비담마에 따르면 하나의 마음이 간략히는 총 89가지 마음으로, 자세히는 총 121가지 마음으로 나뉘는데, 이 중에서 느낌 즉 5수로 분별하기 위해서는 121가지 마음 체계를 사용해야 한다.
121가지 마음을 5수에 따라 분별하면 다음과 같다.
| 마음의 이름        | 마음의 이름             | 마음의 이름                | 느낌(5수)            | 느낌(5수)            | 느낌(5수)            | 느낌(5수)          | 느낌(5수)          | 소계 | 합계 | 총계 |
| 마음의 이름        | 마음의 이름             | 마음의 이름                | 고수 (신체적 괴로움) | 낙수 (신체적 즐거움) | 우수 (정신적 불만족) | 희수 (정신적 기쁨) | 사수 (정신적 평온) | 소계 | 합계 | 총계 |
| 욕계 마음          | 해로운 마음             | 탐욕에 뿌리박은 마음       |                      |                      |                      | 4                  | 4                  | 8    | 12   | 54   |
| 욕계 마음          | 해로운 마음             | 성냄에 뿌리박은 마음       |                      |                      | 2                    |                    |                    | 2    | 12   | 54   |
| 욕계 마음          | 해로운 마음             | 어리석음에 뿌리박은 마음   |                      |                      |                      |                    | 2                  | 2    | 12   | 54   |
| 욕계 마음          | 해로운 마음 합계        | 해로운 마음 합계           | 0                    | 0                    | 2                    | 4                  | 6                  | 12   |      | 54   |
| 욕계 마음          | 원인 없는 마음          | 원인 없는 해로운 마음      | 1                    |                      |                      |                    | 6                  | 7    | 18   | 54   |
| 욕계 마음          | 원인 없는 마음          | 원인 없는 유익한 마음      |                      | 1                    |                      | 1                  | 6                  | 8    | 18   | 54   |
| 욕계 마음          | 원인 없는 마음          | 원인 없는 작용만 하는 마음 |                      |                      |                      | 1                  | 2                  | 3    | 18   | 54   |
| 욕계 마음          | 원인 없는 마음 합계     | 원인 없는 마음 합계        | 1                    | 1                    | 0                    | 2                  | 14                 | 18   |      | 54   |
| 욕계 마음          | 욕계 아름다운 마음      | 욕계 유익한 마음           |                      |                      |                      | 4                  | 4                  | 8    | 24   | 54   |
| 욕계 마음          | 욕계 아름다운 마음      | 욕계 과보의 마음           |                      |                      |                      | 4                  | 4                  | 8    | 24   | 54   |
| 욕계 마음          | 욕계 아름다운 마음      | 욕계 작용만 하는 마음      |                      |                      |                      | 4                  | 4                  | 8    | 24   | 54   |
| 욕계 마음          | 욕계 아름다운 마음 합계 | 욕계 아름다운 마음 합계    | 0                    | 0                    | 0                    | 12                 | 12                 | 24   |      | 54   |
| 욕계 마음          | 욕계 마음 합계          | 욕계 마음 합계             | 1                    | 1                    | 2                    | 18                 | 32                 | 54   |      | 54   |
| 고귀한 마음        | 색계 마음               | 색계 유익한 마음           |                      |                      |                      | 4                  | 1                  | 5    | 15   | 27   |
| 고귀한 마음        | 색계 마음               | 색계 과보의 마음           |                      |                      |                      | 4                  | 1                  | 5    | 15   | 27   |
| 고귀한 마음        | 색계 마음               | 색계 작용만 하는 마음      |                      |                      |                      | 4                  | 1                  | 5    | 15   | 27   |
| 고귀한 마음        | 색계 마음 합계          | 색계 마음 합계             | 0                    | 0                    | 0                    | 12                 | 3                  | 15   |      | 27   |
| 고귀한 마음        | 무색계 마음             | 무색계 유익한 마음         |                      |                      |                      |                    | 4                  | 4    | 12   | 27   |
| 고귀한 마음        | 무색계 마음             | 무색계 과보의 마음         |                      |                      |                      |                    | 4                  | 4    | 12   | 27   |
| 고귀한 마음        | 무색계 마음             | 무색계 작용만 하는 마음    |                      |                      |                      |                    | 4                  | 4    | 12   | 27   |
| 고귀한 마음        | 무색계 마음 합계        | 무색계 마음 합계           | 0                    | 0                    | 0                    | 0                  | 12                 | 12   |      | 27   |
| 고귀한 마음        | 고귀한 마음 합계        | 고귀한 마음 합계           | 0                    | 0                    | 0                    | 12                 | 15                 | 27   |      | 27   |
| 세간의 마음 합계   | 세간의 마음 합계        | 세간의 마음 합계           | 1                    | 1                    | 2                    | 30                 | 47                 | 81   | 81   | 81   |
| 출세간의 마음      | 출세간의 유익한 마음    | 출세간의 유익한 마음       |                      |                      |                      | 16                 | 4                  | 20   | 40   | 40   |
| 출세간의 마음      | 출세간의 과보의 마음    | 출세간의 과보의 마음       |                      |                      |                      | 16                 | 4                  | 20   | 40   | 40   |
| 출세간의 마음 합계 | 출세간의 마음 합계      | 출세간의 마음 합계         | 0                    | 0                    | 0                    | 32                 | 8                  | 40   | 40   | 40   |
| 총계               | 총계                    | 총계                       | 1                    | 1                    | 2                    | 62                 | 55                 | 121  | 121  | 121  |

## 같이 보기
- 수 (불교)
- 3수
- 6수
- 고 (불교)
- 마음 (불교)
- 89가지 마음
- 수념처